# Barbut diademat
El barbut diademat (Tricholaema diademata) és una espècie d'ocell de la família dels líbids (Lybiidae).
Habita la sabana amb acàcies de l'est de Sudan del Sud, centre i sud-oest d'Etiòpia, Uganda, Kenya i nord i centre de Tanzània.